# Barnes Bluff
Das Barnes Bluff ist ein Felsenkliff an der Walgreen-Küste des westantarktischen Marie-Byrd-Lands. Es ist ein Ausläufer der Jones Bluffs auf der Ostseite der Bear-Halbinsel und liegt 2,5 km nordnordöstlich des Eckman Bluff.
Der United States Geological Survey kartierte das Kliff anhand eigener Vermessungen und Luftaufnahmen der United States Navy von 1966. Das Advisory Committee on Antarctic Names benannte es 1977 nach Lieutenant Commander John O. Barnes (1936–2023) von der US Navy, verantwortlicher Offizier für Luftoperationen während der beiden Operation Deep Freeze von 1975 bis 1976 und von 1976 bis 1977 sowie diensthabender Offizier der Abordnung der Naval Support Force Antarctica auf der McMurdo-Station im antarktischen Winter 1977.